# Euenheim
Euenheim is een plaats in de Duitse gemeente Euskirchen, deelstaat Noordrijn-Westfalen, en telt 1239 inwoners (2010).